# Agartha
Agartha (đôi lúc gọi là Agartta, Agharti, Agarta hay Agarttha) là một thành phố huyền thoại được cho là nằm trong lõi của Trái Đất. Nó liên quan đến niềm tin vào một Trái Đất rỗng và là một chủ đề phổ biến trong chủ nghĩa bí truyền.

## Lịch sử
Nhà thần bí học người Pháp thế kỷ 19 Alexandre Saint-Yves d'Alveydre đã xuất bản cuốn sách "đáng tin cậy" đầu tiên về Agartha ở châu Âu. Theo ông, thế giới bí mật của "Agartha" cùng tất cả sự khôn ngoan và sự giàu có của nó ""sẽ có thể tiếp cận được đối với toàn thể nhân loại, khi Kitô giáo sống theo các điều răn đã được Moses và Thiên Chúa soạn thảo", có nghĩa là "Khi Chủ nghĩa vô chính phủ tồn tại trong thế giới của chúng ta được thay thế bởi Chủ nghĩa thống trị cộng đồng." Saint-Yves mô tả sinh động về "Agartha" trong cuốn sách này như thể nó là một nơi thực sự tồn tại, nằm ở dãy Himalaya ở Tây Tạng. Phiên bản lịch sử "Agartha" của Saint-Yves đều dựa trên thông tin được "tiết lộ", ý nghĩa do chính Saint-Yves nhận được thông qua "sự hòa hợp".
Nhà thám hiểm Ferdynand Ossendowski đã viết một cuốn sách vào năm 1922 mang tựa đề Beasts, Men and Gods. Trong cuốn sách này, Ossendowski kể về một câu chuyện được truyền đạt lại cho anh có liên quan đến một vương quốc dưới lòng đất tồn tại bên trong Trái Đất. Vương quốc này đã được Phật tử biết đến với tên gọi Agharti.

## Kết nối với thần thoại
Agartha thường có liên quan hoặc nhầm lẫn với Shambhala, vốn là biểu tượng nổi bật trong Phật giáo Kim cương thừa và các giáo lý Tây Tạng Kalachakra (Kim Cang Thời Luân) và được hồi sinh ở phương Tây bởi Phu nhân Blavatsky và Hội Thông Thiên Học. Các nhà Thông thiên học đặc biệt quan tâm đến Agarthi như là một tổ hợp rộng lớn gồm các hang động nằm bên dưới Tây Tạng do lũ ác quỷ, được gọi là asura sinh sống. Helena và Nicholas Roerich, những người mà giáo huấn của họ gần giống với Thuyết thần trí, đều xem sự tồn tại của Shambhala cả về mặt tinh thần lẫn thể xác.